# Антверпен-Центральный
Антверпен-Центральный (нидерл. Antwerpen Centraal, ранее был известен как Middenstatie) — главный железнодорожный вокзал Антверпена (Бельгия), а также одна из достопримечательностей города.
В 2009 году Антверпен-Центральный занял четвёртое место в рейтинге самых красивых вокзалов мира, составленном журналистами американского журнала Newsweek.
Вокзал расположен на площади Астрид. Подземными переходами он связан со станциями Астрид и Диамант антверпенского пре-метро (подземного трамвая).
Вокзал обслуживает высокоскоростные поезда Thalys Париж — Брюссель — Антверпен — Амстердам, а также большое количество внутрибельгийских поездов.

## История

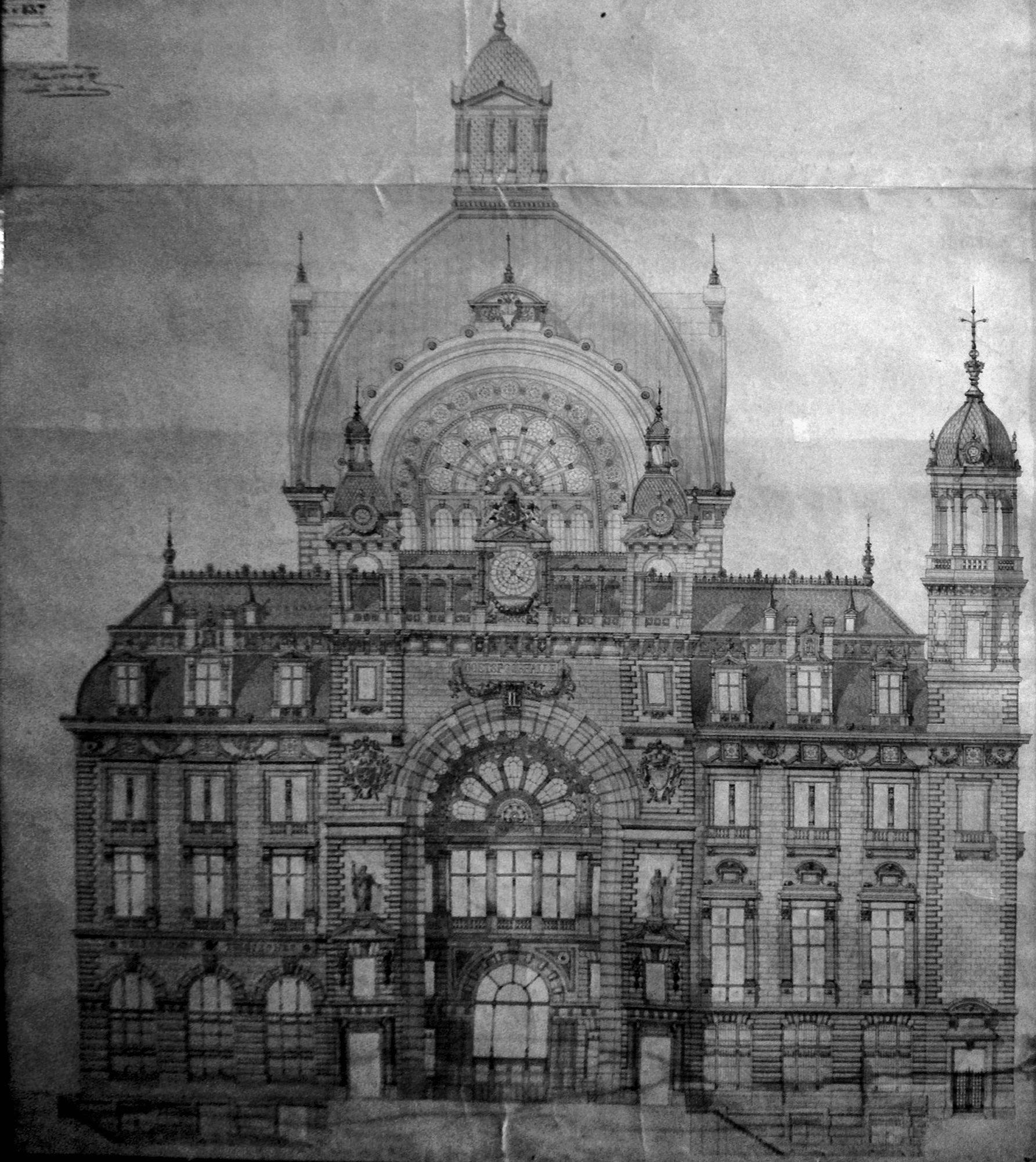
Проект вокзала

### Строительство
Предшественником Центрального вокзала была Восточная станция (нидерл. Ooststatie). 1 мая 1891 года городской совет принял решение о строительстве на месте Восточной станции нового главного городского вокзала. Первой частью нового вокзала стал монументальный дебаркадер, разработанный инженером Клемантом ван Богартом (Clemant van Bogaert). Строительство дебаркадера началось в 1895 году, а 15 июля 1898 года дебаркадер был торжественно введён в строй.
Первый проект вокзального здания был разработан архитектором Эрнестом Дилтьенсом (Ernest Dieltjens), но в начале 1894 года этот проект был отвергнут. Разработка нового проекта была поручена архитектору Луи Деласенсери. Проект этого архитектора был одобрен в феврале 1895 года. Открытие вокзального здания состоялось 11 августа 1905 года без каких-либо торжеств.

### Упадок

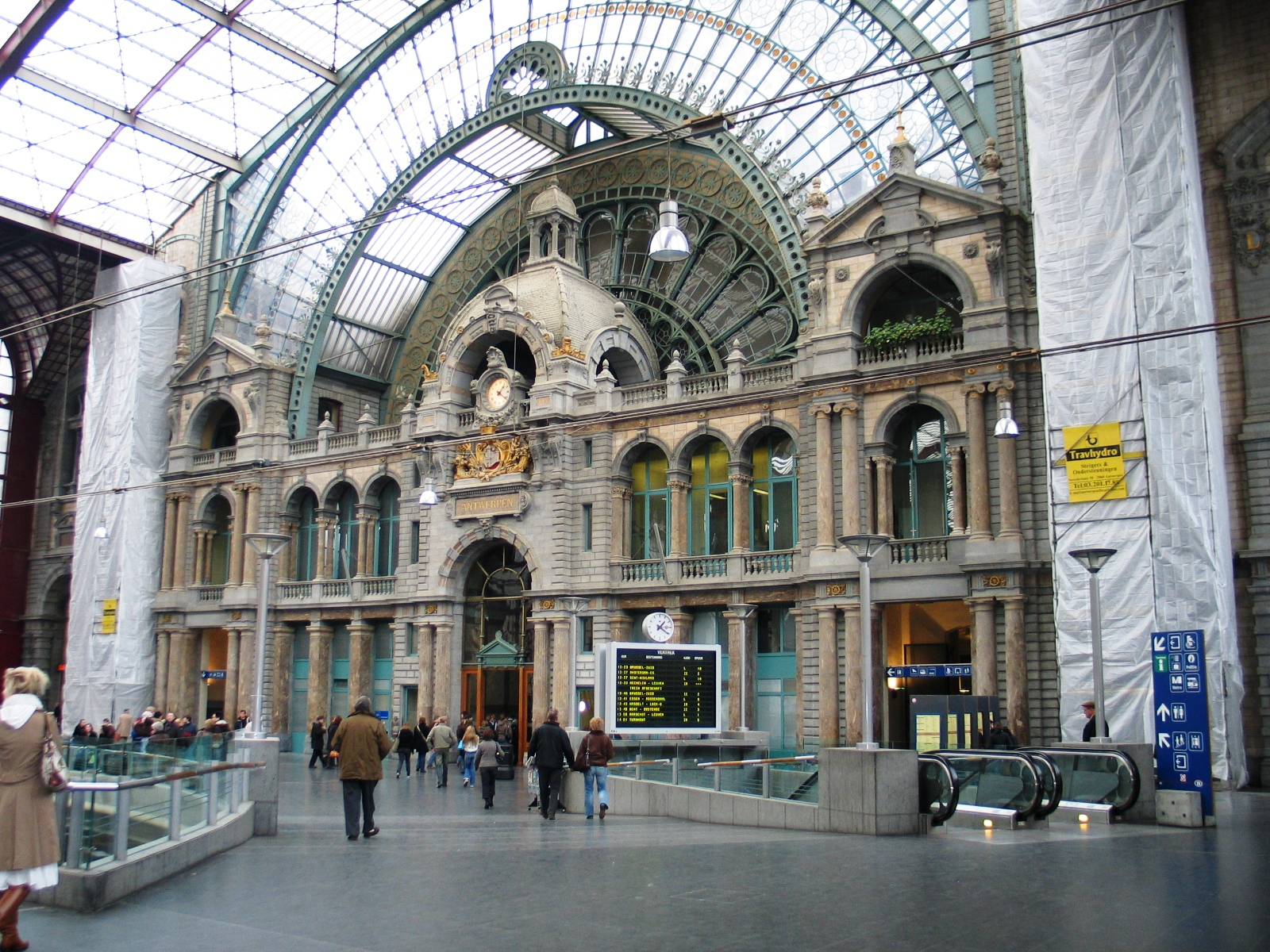
Внутренний фасад вокзала

К пятидесятым годам вокзал пришёл в упадок. Постепенное разрушение конструкций привело к тому, что камни из стен и сводов вокзала падали на землю. Во избежание несчастных случаев часть декоративных конструкций была закреплена, а часть — демонтирована.
Первоначально вокзал был тупиковым, что постепенно создавало всё больше и больше неудобств. В шестидесятых годах было разработано несколько проектов по сносу вокзала и прокладке спрямления железной дороги через город по виадукам. Однако эти проекты были отвергнуты, поскольку прокладка железной дороги сквозь городскую ткань привела бы к разрушению городской среды, а 12 марта 1975 года вокзалу был присвоен статус памятника архитектуры, что делало невозможным его снос.
Тем не менее состояние вокзала продолжало ухудшаться. Зимой 1978—1979 года с карниза вокзала упал камень весом в триста килограмм. К счастью, никто не пострадал. Разрушался и дебаркадер.

### Реставрация и реконструкция

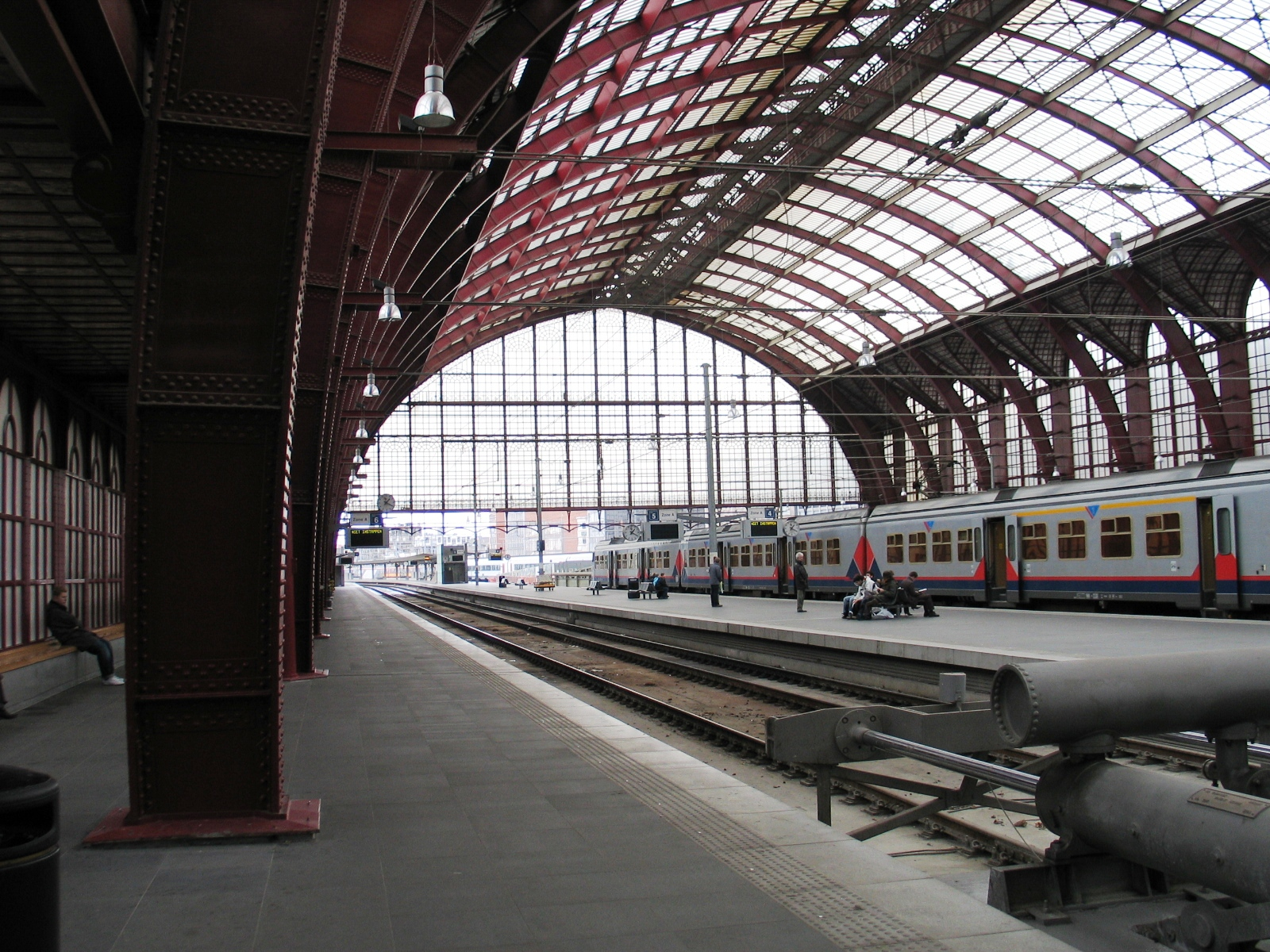
Дебаркадер

Реставрация вокзала началась только в 1998 году. В то же время, с февраля 2000 года, начались работы по строительству двухпутного тоннеля, который должен был напрямую соединить вокзал с железной дорогой с северной стороны города. Благодаря этому проекту вокзал переставал быть тупиковым.
Реставрация и реконструкция вокзала завершились в 2009 году. Были отреставрированы интерьер и экстерьер вокзала и дебаркадера, многие демонтированные ранее декоративные элементы вернулись на свои места.
В то же время было реконструировано пространство под дебаркадером. Если раньше все пути размещались на одном уровне (уровне земли), то после реконструкции пути стали размещаться в трёх уровнях. На наземном уровне (уровень +1) расположено шесть тупиковых путей, на уровне −1 — четыре тупиковых пути, а на уровне −2 — четыре проходящих пути. Благодаря открытому атриуму на подземные уровни проникает естественный свет. Между уровнями +1 и −1 расположен уровень без железнодорожных путей, где расположены магазины, общественное питание и т. п.
Кроме того, со стороны улицы Кивитстрат построен новый вход к перронам, фактически — новый вокзал.

## Характеристики
- Длина дебаркадера — 186 м
- Ширина дебаркадера — 66 м
- Высота дебаркадера — 43 м
- Высота вокзального купола — 75 м
- Длина перронов — от 375 до 425 м

## Галерея

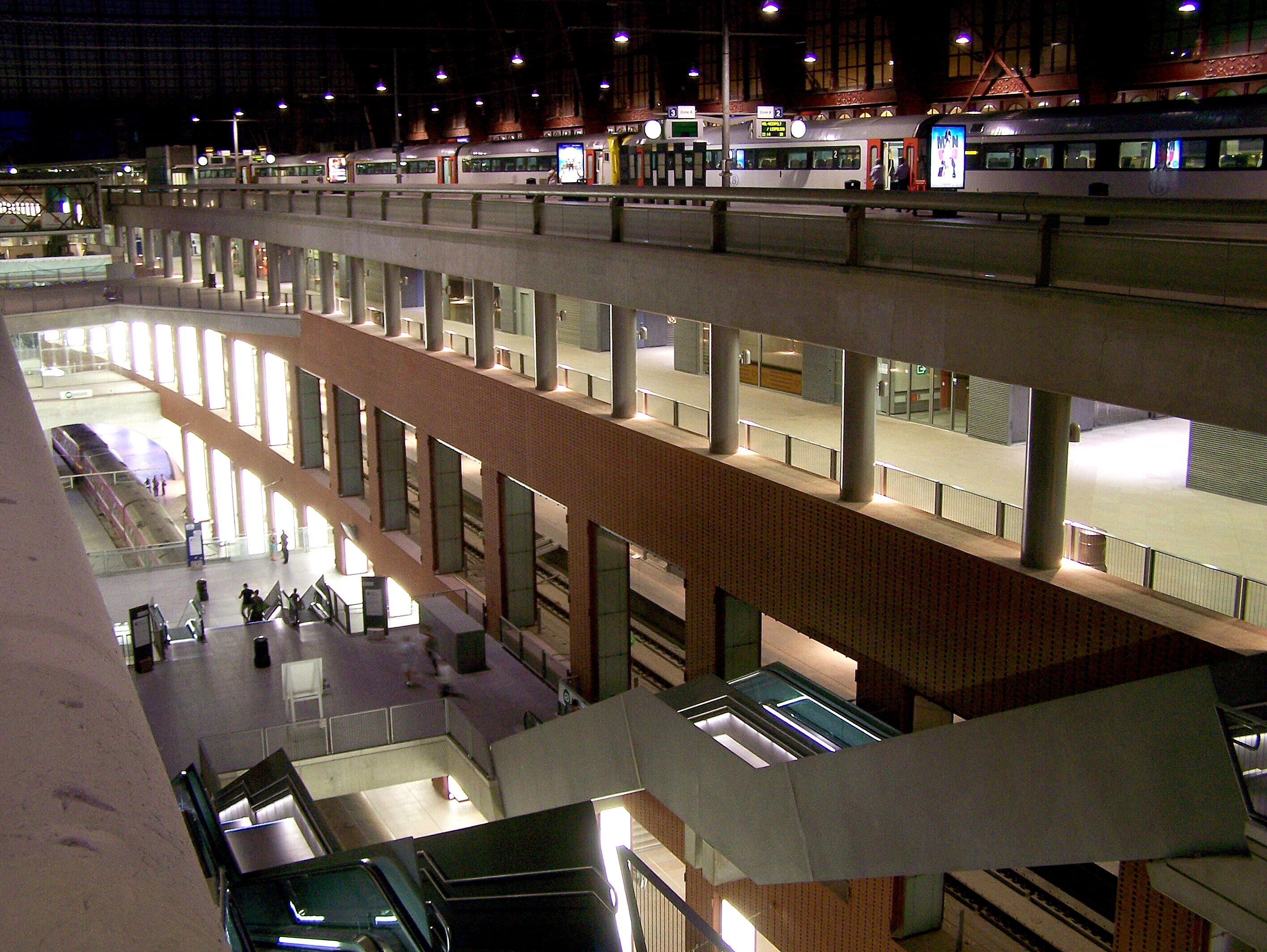
Вид на подземные уровни
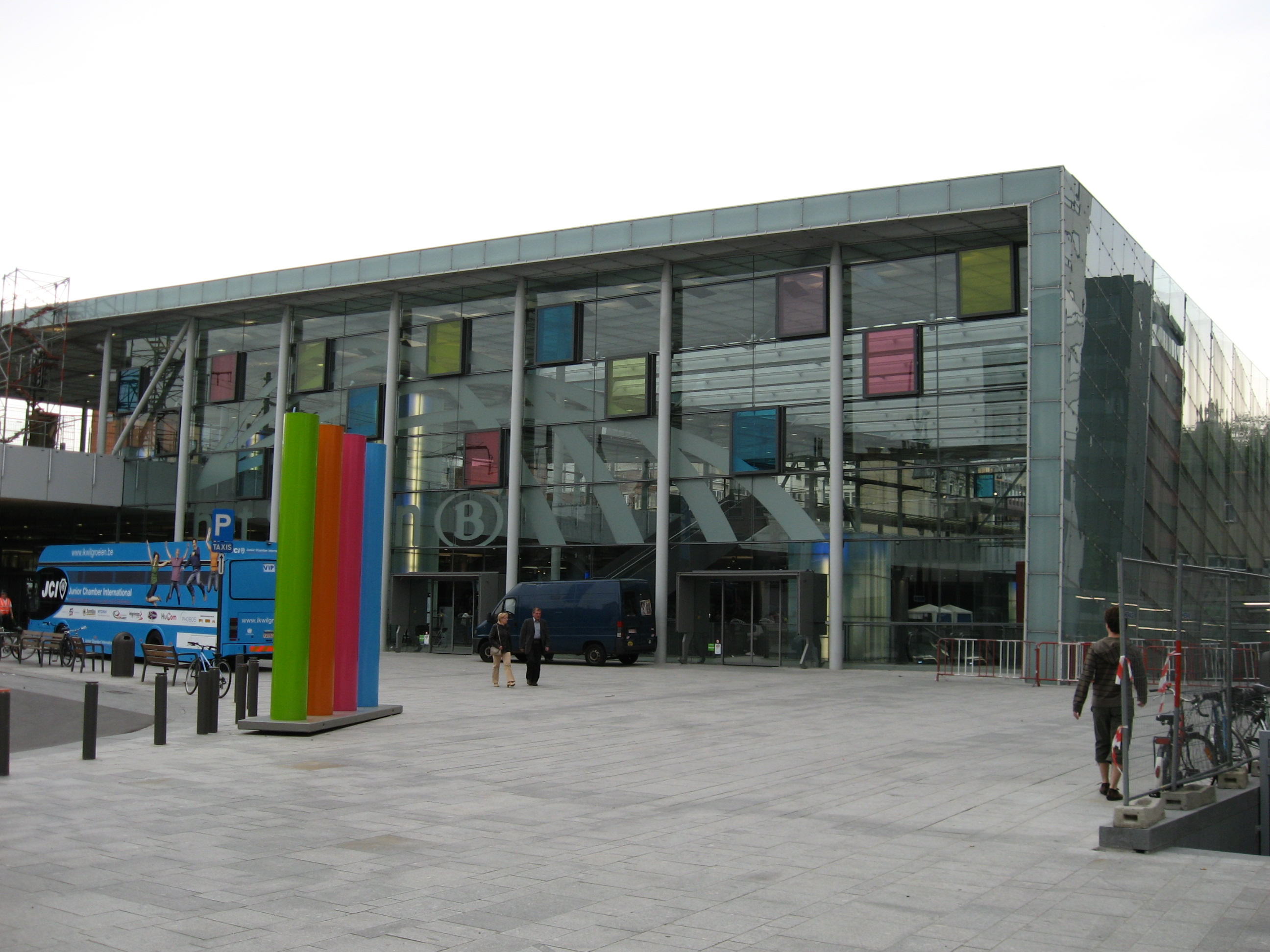
Вход со стороны Кивитстрат
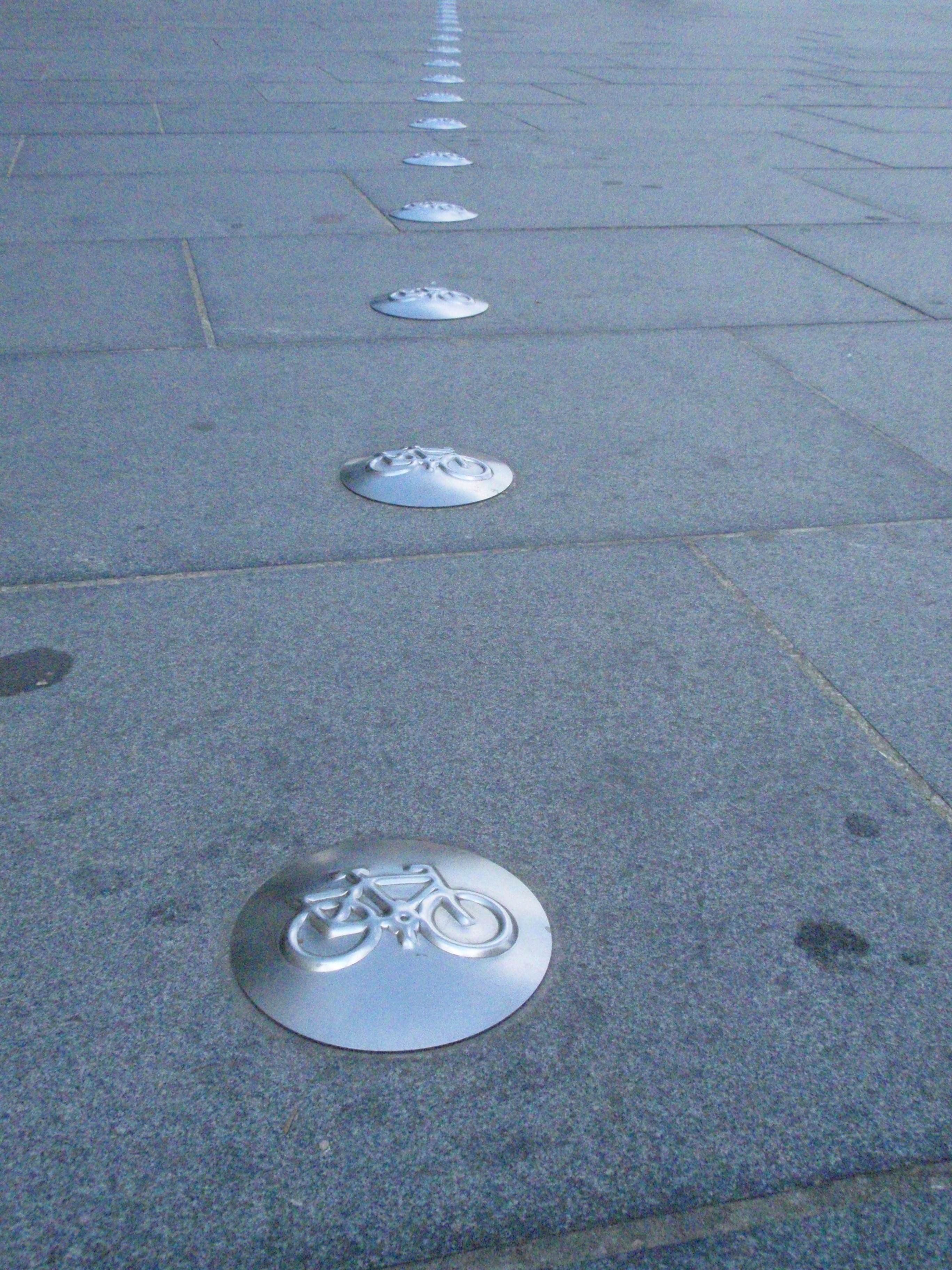
Велосипедные индикаторы на площади Астрид[нем.]
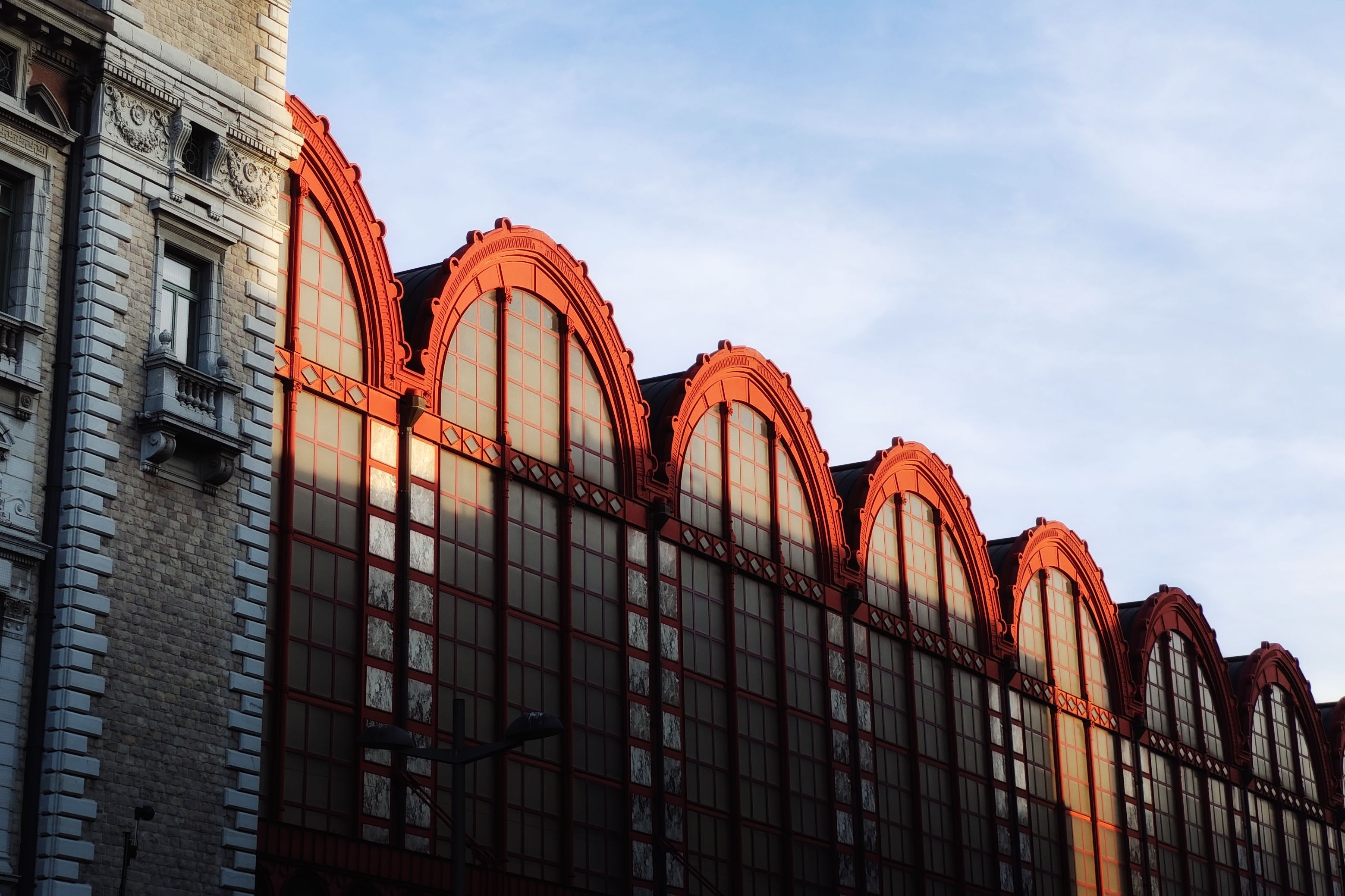
Внешний вид платформенного зала вокзала Антверпен-Центральный
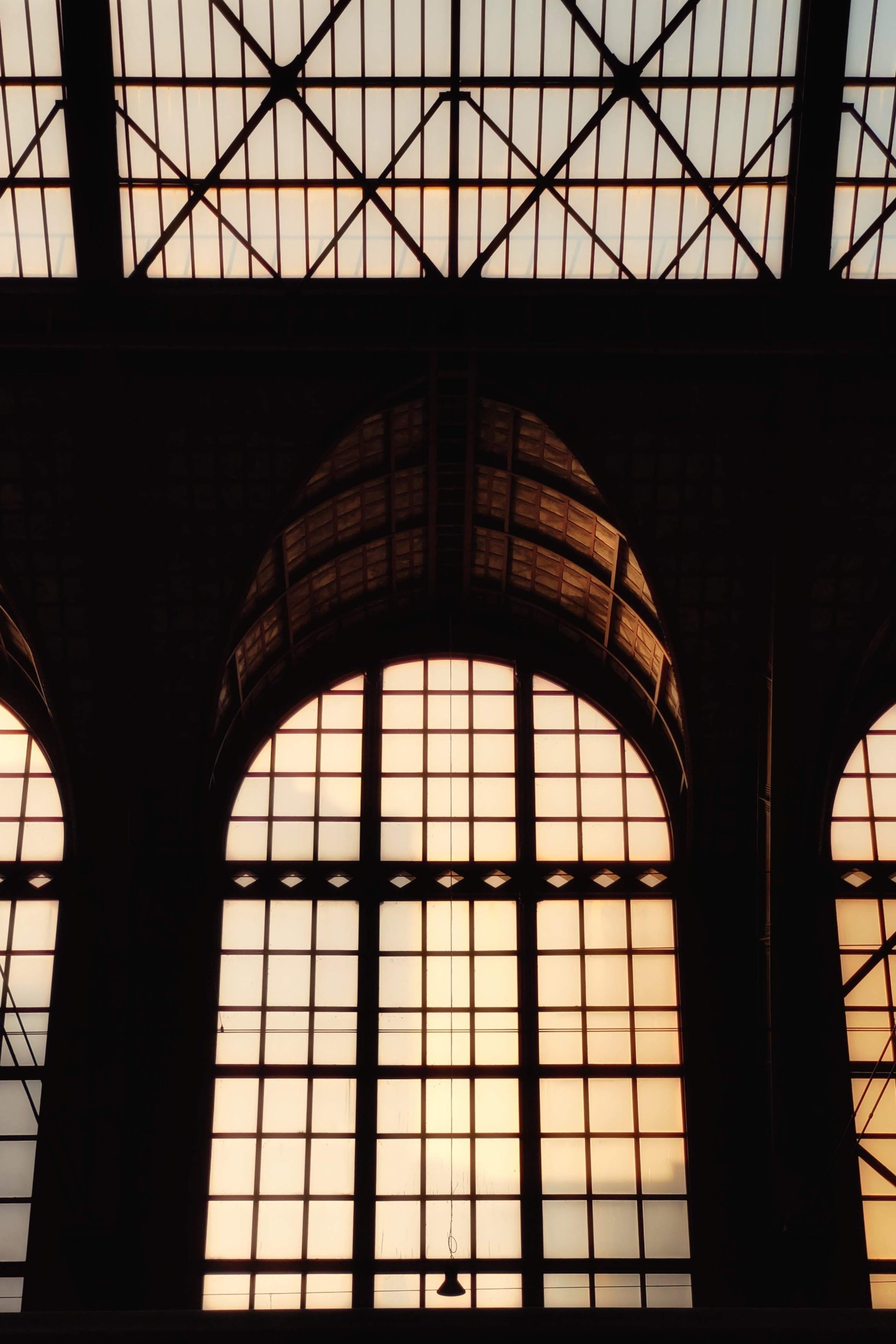
Окно в платформенном зале центрального вокзала Антверпена